# Michèle Alliot-Marie
Michèle Jeanne Honorine Alliot-Marie, soprannominata MAM o Mame (Villeneuve-le-Roi, 10 settembre 1946), è una politica francese, dal 14 novembre 2010 al 27 febbraio 2011 è stata ministro di Stato, ministro degli affari esteri ed europei.
È stata anche la prima donna a dirigere un partito politico in Francia: Dal 1999 al 2002 ha presieduto il Raggruppamento per la Repubblica (RPR), il movimento neogollista fondato da Jacques Chirac nel 1978 che nel 2002 è confluito dell'Unione per un Movimento Popolare (UMP).
Divorziata dal 1984 dal professore universitario di antropologia Michel Alliot, di cui ha conservato il cognome, è la compagna di Patrick Ollier, deputato, presidente dell'Assemblea nazionale dal 7 marzo al 26 giugno 2007, attualmente presidente della commissione Affari economici, ambiente e territorio.
All'interno dell'Unione per un Movimento Popolare, in sintonia con l'attuale presidente del Consiglio costituzionale Jean-Louis Debré, incarna la corrente sociale. Erede del gollismo, intende promuovere "una certa visione della Francia" e l'azione al servizio dei francesi.
Nel 2006, è stata classificata dalla rivista Forbes come la "cinquantasettesima donna più potente del mondo".

## Carriera politica
Figlia di un deputato gollista che è stato anche sindaco di Biarritz, si laurea in scienze politiche e in legge, specializzandosi in diritto privato. Avvocato e docente universitario, nel corso degli anni Settanta collabora con alcuni ministri fra cui l'autorevole Edgar Faure. Nel 1974 entra in politica sostenendo la candidatura di Jacques Chaban-Delmas alle elezioni presidenziali.

### L'RPR e la prima attività di governo
Dal 1985 al 1986 è segretario nazionale del RPR, con delega alla funzione pubblica, del Raggruppamento per la Repubblica.
Dal 1986 al 1988 è segretario di Stato all'insegnamento superiore presso il Ministero dell'educazione nazionale nel secondo governo di Jacques Chirac.
Nel 1990 si occupa, sempre per l'RPR, di politica estera, in qualità di vice segretario generale, e nel 1991, entra nell'ufficio politico del partito.
Ministro delegato alla gioventù e allo sport nel governo di Édouard Balladur dal marzo 1993 al maggio 1995. Alle elezioni presidenziali del 1995 assume un atteggiamento equidistante dai due candidati del RPR, il Primo ministro Édouard Balladur e Jacques Chirac. Una volta eletto quest'ultimo, Alliot-Marie non sarà chiamata a far parte del governo di Alain Juppé.
Dal 1998 al 2002 è vicepresidente del gruppo RPR all'Assemblea nazionale.
Nel dicembre 1999 Alliot-Marie è eletta da un'ampia maggioranza presidente del partito neogollista, al termine di una campagna interna che la vede contrapposta a Jean-Paul Delevoye, che godeva dell'appoggio del presidente della Repubblica Chirac, all'attuale primo ministro François Fillon, a Patrick Devedjian e a Jean-François Copé. La sua elezione rappresenta una sorpresa per tutti, e suona anche come uno schiaffo per Chirac, che è costretto a subire un capopartito che non proviene affatto dalla sua cerchia di fedelissimi.
Nel suo periodo di presidenza, durato fino al maggio 2002, Alliot-Marie spende tutte le sue energie a rivitalizzare l'RPR, messo duramente alla prova da una serie di sconfitte elettorali, dalla coabitazione tra Chirac e il governo guidato dal socialista Lionel Jospin e dalle numerose fratture all'interno della sua formazione politica.
Dopo la vittoria del centrodestra alle presidenziali del 2002, torna d'attualità il tema della creazione di un nuovo partito che unisca la destra al centro, in Francia storicamente alternativo alla sinistra. Inizialmente contraria all'ipotesi della creazione dell'Unione per un Movimento Popolare, prima d'accettare, nel settembre del 2002, la confluenza dell'RPR nella nuova UMP, Alliot-Marie riesce a ottenere precise garanzie statutarie e la valorizzazione di alcune personalità a lei vicine.

### Deputata all'Assemblea nazionale ed europarlamentare
Eletta deputata all'Assemblea nazionale nel 1986, da allora è rieletta a tutte le elezioni successive, fino a quelle del 2012 nelle quali è stata battuta al ballottaggio dal candidato socialista (48,38% contro il 51,62% dei voti). Per via dell'incompatibilità fra mandato parlamentare e incarichi ministeriali, si è dimessa tutte le volte che è entrata a far parte del governo.
Dal 1989 al 1992 è deputato al Parlamento europeo.

### Di nuovo al governo sotto Chirac e Sarkozy
Dopo le elezioni del 2002, è ministra della difesa e dei reduci nel primo governo di Jean-Pierre Raffarin, mantenendo la stessa carica anche nel secondo e nel terzo governo Raffarin ed in quello di Dominique de Villepin.
Dopo la vittoria di Nicolas Sarkozy alle presidenziali del maggio 2007 e la nomina di François Fillon alla carica di primo ministro, ha ereditato proprio da Sarkozy la carica di ministra dell'interno, dell'oltremare e delle collettività territoriali. Riconfermata nel secondo governo Fillon, il 23 giugno 2009, in occasione di un ampio rimpasto, è stata elevata al rango protocollare di ministra di Stato ed è passata al dicastero della Giustizia. Ministra di Stato, ministra degli affari esteri ed europei dal 14 novembre 2010 al 27 febbraio 2011.

### Mandati locali
Alliot-Marie ha fatto parte di varie amministrazioni locali del dipartimento dei Pirenei Atlantici. Dal 1983 al 1988 è stata consigliere comunale di Ciboure e dal 1989 al 1992 di Biarritz. Per dieci anni, dal 1992, è stata anche sindaco di Saint Jean de Luz. Consigliere generale del dipartimento dei Pirenei Atlantici dal 1994.

## Curiosità
- Durante la "lotta" per la presidenza dell'RPR, nel 1999, è stata soprannominata "MAM", dalle iniziali del suo nome completo. Questo acronimo ha avuto molta fortuna sia presso i media francesi sia presso alcuni dei suoi ammiratori.